# Der dunkle Wald
Der dunkle Wald (chinesisch 黑暗森林 / 黑暗森林, Pinyin Hēi’àn sēnlín) ist der zweite auf Deutsch veröffentlichte Roman des chinesischen Schriftstellers Liu Cixin und bildet den zweiten Teil der Trisolaris-Trilogie. Der erste Band der Trilogie heißt Die drei Sonnen; der dritte Band, Jenseits der Zeit, ist im April 2019 auf Deutsch erschienen. Das Thema des im Original 2008 erschienenen Science-Fiction-Romans ist der Umgang der Menschen mit der in einigen Jahren bevorstehenden Invasion von Außerirdischen.

## Handlung
Auf einem Friedhof trifft der Universitätsprofessor Luo Ji zufällig auf Ye Wenjie, welche den Erstkontakt mit der außerirdischen Zivilisation der Trisolarier hergestellt hat und ihm den Ratschlag gibt, seine beiden Fachgebiete der Astrophysik und Soziologie in einer Kosmosoziologie außerirdischer Gesellschaften zu vereinen. Gleichzeitig weihen die Trisolarier den Führer der mit ihnen verbündeten Erde-Trisolaris-Organisation (ETO) in ihre offene Art der Kommunikation ein, wodurch ihnen das Konzept des Planens im Verborgenen oder Täuschungsmanöver völlig fremd und unverständlich sind. Diese Unmöglichkeit, sich zu verstellen, führt umgekehrt auch zu ihrer Angst vor der Menschheit.

### Die Wandschauer
Inzwischen ist eine riesige Kriegsflotte der Trisolarier zur Erde aufgebrochen. Daraufhin wird der Planetare Verteidigungsrat (PDC) gegründet, um sich bei ihrer Ankunft in vierhundert Jahren gegen ihre Invasion zu verteidigen. Weltweit wird die Erforschung neuer Technologien und die Erschließung des Weltalls beschleunigt sowie das Militär mobilisiert, entgegen dem weit verbreiteten Defätismus. Denn da von den Trisolariern zur Erde gesandte Sophonen nicht nur den Fortschritt bei der Grundlagenforschung hemmen, sondern auch jede aufgezeichnete Information und jedes Gespräch ausspionieren können, ist jeder Verteidigungsplan auch dem Feind im Voraus bekannt. Als Gegenmaßnahme ernennt der PDC bei einer UN-Vollversammlung vier Menschen zu „Wandschauern“: Sie sollen alleine in ihren Köpfen ihre eigenen Pläne zur Abwehr entwickeln und werden mit fast unbegrenzten Mitteln ausgestattet. Dabei ist es ausdrücklich Teil ihrer Aufgabe, die trisolarischen Beobachter und damit notwendigerweise auch die Erdbevölkerung über ihre wahren Absichten im Unklaren zu lassen. Auch Täuschungsmanöver und scheinbar unsinnige Anweisungen werden von ihnen erwartet und – von einem Gremium beaufsichtigt – ausgeführt. Als Gegenmaßnahme kürt die ETO drei Menschen aus ihren Reihen zu „Wandbrechern“. Jeder wird einem der Wandschauer zugeordnet und soll jede seiner Handlungen und Anweisungen auswerten, um seinen wahren Plan zu enthüllen, da die Trisolarier dazu nicht selbst fähig sind.
Völlig unerwartet wird der vollkommen unbekannte Luo Ji zum vierten Wandschauer ernannt. Seine anfängliche Ablehnung des Status wird lediglich als mögliches Täuschungsmanöver gesehen und es wird ihm dabei klar, nun lebenslang ein Wandschauer sein zu müssen, ohne den Status selbstständig aufgeben zu können. Seine Wahl ist nicht begründet durch besondere Intelligenz oder Talent, sondern vielmehr ein Wagnis, da es bisher mehrere direkt von den Trisolariern befohlene Mordanschläge der ETO auf ihn gegeben hat. Den wahren Grund dafür kennt niemand, auch die ETO und Luo Ji nicht. Die ETO bezeichnet ihn daher als seinen eigenen Wandbrecher und stellt für ihn keinen anderen auf, um den wahren Grund, scheinbar eine Gefahr für ihren „Herrn“, geheim zu halten. Zunächst ignoriert Luo Ji seine Aufgabe als Wandschauer und benutzt die ihm zur Verfügung gestellte Macht für ein luxuriöses abgeschiedenes Leben mit wenig Kontakt zum Rest der Menschheit. Luo Ji lässt angeblich als Teil seines Wandschauerplans die perfekte Frau für ihn finden, worauf ihm Zhuang Yan vorgestellt wird.

### Der Fluch
In den folgenden Jahren werden die geheimen Pläne des ersten Wandschauers Frederick Tyler und des zweiten Wandschauers Manuel Rey Diaz von ihren Wandbrechern aufgedeckt. Frederick Tyler begeht Suizid während eines letzten Besuches bei Luo Ji. Manuel Rey Diaz flieht nach Venezuela und ergibt sich seinem Schicksal als sein wütendes Volk ihn zu Tode steinigt. Luo Ji hat Zhuang Yan inzwischen geheiratet und beide haben eine gemeinsame Tochter, genannt Xia Xia. Völlig unerwartet versetzt der PDC beide bis zur Ankunft der Trisolarier in den Kälteschlaf, um Luo Ji endlich zur Arbeit an seinem Verteidigungsplan zu zwingen. Schlussendlich erkennt Luo Ji als sein eigener Wandbrecher den wahren Grund seines Status und seiner Gefahr für die Trisolarier in dem von diesen mit den Sophonen abgehörten Gespräch mit Ye Wenjie. In einer Wandschaueranhörung verlangt Luo Ji, mittels der Verstärkung durch die Sonne ein Signal ins Weltall zu senden, welches unter anderem die exakten Koordinaten des fünfzig Lichtjahre entfernten Sterns 187J3X1 enthält. Laut eigener auf Gelächter stoßene Aussage sei das Signal ein Fluch. Luo Ji, angesteckt durch ein von der ETO genetisch verändertes Virus, welches ausschließlich für ihn tödlich ist, geht in den Kälteschlaf mit der Anweisung, geweckt zu werden, wenn der Fluch eine Wirkung zeigt. Vier Jahre später wird durch Spuren im interstellaren Staub entdeckt, dass die Trisolarier genau am Tag der Wandschaueranhörung mehrere Sonden mit höherer Beschleunigung in Richtung des Sonnensystems geschickt haben, offenbar mit dem Ziel, dieses so früh wie möglich zu erreichen.
Zhang Beihai, ein Soldat der Volksbefreiungsarmee (PLA), erstaunt seine Vorgesetzten mit einem unumstößlichen Glauben an den Sieg der Menschheit und erschießt sogar mithilfe von selbst hergestellten Projektilen aus Meteoriten im Weltraum mehrere sich für die Erforschung von chemischen Raketenantrieben einsetzende Wissenschaftler. In den kommenden Jahrzehnten verlagert sich die Erforschung dadurch auf den neuartigeren Fusionsantrieb. Obwohl offiziell von einem Unfall mit Mikrometeoriten ausgegangen wird, kennen die Trisolarier und dadurch ebenfalls die ETO die Wahrheit über die Sophonen. Zhang Beihai geht anschließend im Rahmen eines Programms zur Verstärkung des zukünftigen Militärs bis zur Ankunft der Trisolarier in den Kälteschlaf.

### Der dunkle Wald
Zweihundert Jahre später und mithilfe der modernen Medizin geheilt findet Luo Ji eine optimistische Welt vor. Zwar führten die überstürzten und völlig extremen Ausgaben nach Ausbruch der Krise irgendwann unabwendbar zum sogenannten Tiefen Tal, welches den wirtschaftlichen Zusammenbruch und die enorme Zerstörung mit dem Tod von Millionen Menschen bezeichnet, doch danach wurde der Wohlstand in den Vordergrund gerückt und wissenschaftlicher Fortschritt kam automatisch, etwa der Aufbau einer schlagkräftigen Weltraumflotte. Da diese in Anzahl, Größe und Geschwindigkeit vermeintlich der trisolarischen Flotte überlegen ist, ist sich die Menschheit eines Sieges sicher und bereitet sich gedanklich bereits auf Friedensverhandlungen vor. Deshalb wird auch das Wandschauer-Programm als durch irrationale Panik motivierte Aktion zu Beginn der Krise gesehen und daher für beendet erklärt. Luo Ji erfährt dabei, dass dem Stern 187J3X1 nichts passiert ist. Kurz vor Beendigung der Sitzung wird der geheime Plan des dritten Wandschauers Bill Hines durch seine Ehefrau Keiko Yamazuki verraten, welche eine von ihm erschaffene geheime Gesellschaft von Defätisten einschließt. Inzwischen ist Bill Hines jedoch selbst von einem Sieg überzeugt. Keiko Yamazuki begeht kurze Zeit nach der Enthüllung Suizid durch Seppuku.
Als Reaktion auf die unzähligen von Bill Hines heimlich erschaffenen Defätisten wird Zhang Beihai aus dem Kälteschlaf geweckt und entführt im Orbit des Jupiters die Natürliche Selektion, das schnellste Schiff der Flotte, mit dem Ziel, das Sonnensystem samt der Besatzung zu verlassen. Es stellt sich heraus, dass sein unumstößlicher Glaube an den Sieg gegen die Trisolarier bei der Weltraumforschung zu Beginn der Krise lediglich vorgetäuscht war. Zhang Beihai war ebenso ein Defätist und realisierte, dass eine mit genügend Mitteln ausgestattete Person im Geheimen ein Wandschauer sein konnte. Er beendet nun den Plan von Hines, die menschliche Zivilisation durch eine Flucht aus dem Sonnensystem zu retten. Vier Schiffe beginnen, ihn zu verfolgen.
Die erste Sonde der Trisolarier erreicht das Sonnensystem und wird von der Flotte empfangen. Ein Raumschiff nimmt sie an Bord und Spezialisten untersuchen sie. Ihre Oberfläche spiegelt perfekt und ist völlig makellos sowie weder zu durchdringen noch zu beschädigen. Plötzlich aktiviert sich ein vorher nicht erkennbarer Antrieb, die Sonde beschleunigt und zerstört praktisch mühelos in kürzester Zeit und ohne selbst Schaden zu nehmen, fast die gesamte Raumflotte; allein zwei Schiffe – die Bronzezeit und die Quantum – können fliehen und beschließen, das Sonnensystem zu verlassen. Die Machtdemonstration der überlegenen trisolarischen Zivilisation wirkt auf die Erdbevölkerung wie ein Schock. In vielen Städten brechen Panik und Chaos aus, Zhang Beihai wird von vielen als Held gefeiert und die vier verfolgenden Schiffe schließen sich seiner Flucht an. Dabei stellen sie fest, dass keines der Schiffe die notwendigen Ressourcen für das Überstehen der interstellaren Reise hat und so beginnen sie, sich gegenseitig anzugreifen, bis nur noch ein Schiff – die Lan Kong – übrig bleibt und das Material der anderen ausschlachtet. Auch die Natürliche Selektion mit Zhang Beihai wird vernichtet. Ähnliches passiert auf der anderen Seite des Sonnensystems, die Bronzezeit vernichtet die Quantum. Luo Ji sieht diese Taten als weitere Bestätigung seines Plans.
Kurz darauf wird die Zerstörung des Sterns 187J3X1 beobachtet und alle feiern ihn als Retter. Luo Ji wird wieder zum Wandschauer ernannt und mit seinen alten Befugnissen ausgestattet. Er sieht die Zerstörung des Sterns als endgültigen Beweis der bereits ansatzweise in dem Gespräch mit Ye Wenjie entwickelten Theorie, dass das Universum ein „dunkler Wald“ ist: Es ist voller intelligenter Zivilisationen, aber ein möglicher Frieden zwischen ihnen ist instabil. Um das eigene Überleben zu sichern, muss jede Zivilisation zwangsläufig alle anderen Zivilisationen als potentielle Bedrohung betrachten und auslöschen, wobei die Notwendigkeit dafür sogar mit jeder weiteren Vernichtung einer Zivilisation und jedem weiteren interstellaren Krieg steigt. Womöglich existierte einst Frieden im Universum, aber das exponentielle Wachstum der Zivilisationen führte – da die im Universum verfügbaren Ressourcen nicht zunehmen – zu den ersten interstellaren Kriegen, die das Universum in den Zustand eines dunklen Waldes voller Jäger stürzten. Jede Zivilisation versucht sich möglichst ruhig zu verhalten und keine Aufmerksamkeit zu erregen, aus Angst, von einer anderen Zivilisation vernichtet zu werden. Den Trisolariern, einmal auf die Erde aufmerksam geworden, war dieses Denkmodell seit Langem bekannt und der Plan, die Menschheit zu vernichten, ist die, aus Sicht der Trisolarier, logische Folge. Als Luo Ji nun aber damit droht, die Position von Trisolaris (und damit auch die der Erde) ebenfalls ins Weltall zu senden, erklären sich die Trisolarier zu Friedensverhandlungen bereit. Zhuang Yan und Xia Xia werden aus dem Kälteschlaf geweckt und mit Luo Ji wiedervereint. In einem Gespräch mit dem trisolarischen Pazifisten, welcher die erste Nachricht an Ye Wenjie schickte, hofft Luo Ji auf Frieden zwischen beiden Zivilisationen.

## Charaktere

### Wandschauer
- Frederick Tyler (弗雷德里克·泰勒): Erster Wandschauer, ehemaliger Verteidigungsminister der Vereinigten Staaten sowie Vorreiter des weltweiten Kampfes gegen den Terror. Sein Plan ist offiziell, einen Schwarm aus tausend kleinen Raumschiffen mit Wasserstoffbomben auszustatten und die Kriegsflotte der Trisolarier in einem Kamikazeangriff zu vernichten. Sein Wandbrecher enthüllt seinen wahren Plan als tatsächlich in Kooperation mit der ETO auf die irdischen Weltraumstreitkräfte gerichtet zu sein, um sich zusätzlich mit frischem Wasser als Geschenk das Vertrauen der Trisolarier zu verdienen und in die Nähe ihrer Raumflotte gelassen zu werden, wo die Nuklearwaffen dann per Fernzündung aktiviert werden könnten.
- Manuel Rey Diaz (曼努尔·雷迪亚兹): Zweiter Wandschauer, ehemaliger Präsident von Venezuela sowie brillanter Kriegsstratege. Sein Plan ist offiziell, eine Verteidungsbasis auf dem Merkur in einem durch Nuklearwaffen gesprengten Krater zu errichten. Sein Wandbrecher enthüllt seinen wahren Plan nach einem dortigen Atombombentest. Seine Hoffnung war, dass die Absprengung von genügend Gestein ausreichen könnte, um Merkur in die Sonne stürzen zu lassen, was über die daraus folgenden koronalen Massenauswürfe auch die Erde vernichten würde. Nach Platzierung aller notwendigen Nuklearwaffen könnten die Trisolarier dann gezwungen werden, ihre Invasion aufzugeben. Im Nachhinein wird klar, dass sein Plan niemals funktioniert hätte, da dafür zu viele Nuklearwaffen benötigt werden würden.
- Bill Hines (比尔·希恩斯): Dritter Wandschauer, ehemaliger Präsident der Europäischen Kommission sowie Neurobiologe. Sein Plan ist offiziell, menschliche Intelligenz durch beschleunigte Evolution mithilfe der mit seiner Ehefrau Keiko Yamazuki entwickelten Theorie über die Quantenstruktur des Gehirns massiv zu erhöhen und dann den zukünftigen modifizierten Menschen die Verteidigung zu überlassen. Dabei stellt sich nebenbei heraus, dass sich Überzeugungen durch Magnetfelder im Gehirn modifizieren lassen, was Bill Hines als mentales Siegel zur Bekämpfung des Defätismus im Militär vorschlägt. Sein Wandbrecher stellt sich erst bei Ankunft der ersten Raumsonde der Trisolarier als seine Ehefrau Keiko Yamazuki heraus. Seine Apparatur war invertiert und erzeugte eine geheime Gesellschaft an Defätisten, welche zudem über vier weitere Apparaturen verfügten und seiner Hoffnung nach bei geeigneter Gelegenheit aus dem Sonnensystem fliehen würden.
- Luo Ji (罗辑): Vierter Wandschauer, sowohl Astrophysiker als auch Soziologe.

## Hintergrund
Inhalt
Der im Buch von Protagonist Luo Ji entworfene Wissenschaftszweig der „Kosmossoziologie“ existiert bereits seit den frühen 1970er-Jahren als Exosoziologie. Die Ableitung von Gesetzmäßigkeiten bei der Ausbreitung und Interaktion raumfahrender Zivilisationen wird bereits 1973 durch den polnischen Philosophen und Autoren Stanisław Lem beschrieben.

## Kritiken
- Martina Kothe auf ndr.de: Hier „…wird der erste Kontakt zwischen einer außerirdischen Zivilisation und der Menschheit beschrieben“. „Fast 800 Seiten voll spannender Ideen, ungewöhnlicher Wendungen und mit einem großartigen Ende.“[2]

- Für Gunther Barnewald auf phantastiknews.de sind die ersten 475 Seiten „…zu langatmig, blass, unoriginell, einschläfernd, einfallslos und ausufernd geraten..“. Beeindruckt zeigt er sich von der „...Schilderung der Welt in 200 Jahren. Hier kann Cixin Liu wieder eindeutige Glanzpunkte setzen, auch in seinen wunderbaren Beschreibungen.“[3]

## Veröffentlichungen
- Liu Cixin: Der dunkle Wald, Roman, übersetzt von Karin Betz, Heyne, München 2018, ISBN 978-3-641-17458-3
- Liu Cixin: Trisolaris – Die Trilogie. Heyne, München 2022, ISBN 978-3-453-32245-5

Der Roman wurde 2008 veröffentlicht, 2015 erschien die englische Übersetzung als The Dark Forest bei Tor Books. Das Titelbild gestaltete Stephan Martinière.
Das Buch hat einen Umfang von 815 Seiten und beginnt mit einem zweiseitigen Personenverzeichnis; es folgt der Prolog, dann drei Teile: „Die Wandschauer“, „Der Fluch“ und „Der dunkle Wald“; am Ende findet sich der Anhang mit Erläuterungen zu Schreibweise und Aussprache (der chinesischen Namen) sowie Anmerkungen des Autors und der Übersetzerin zu chinesischen Namen und Besonderheiten.
Im Jahr 2022 erschien das Buch zusammen mit Die drei Sonnen und Jenseits der Zeit als gebundene Ausgabe neu unter dem Titel Trisolaris – Die Trilogie.

## Hörspiel
Wie zuvor für Die drei Sonnen produzierte WDR5 auch für Der dunkle Wald ein Hörspiel unter Regie von Martin Zylka, das aus vier Teilen besteht und mit einer Gesamtlaufzeit vom 3 Stunden und 30 Minuten kürzer ist als sein Vorgänger. Die Erstausstrahlung im Radio fand vom 1. Oktober bis 4. Oktober 2018 statt, wobei aber alle vier Teile schon ab 1. Oktober 2018 online zum Hören und Herunterladen zur Verfügung gestellt wurden.